# Parham Maghsoodloo
Parham Maghsoodloo (persisch پرهام مقصودلو; * 11. August 2000 in Gonbad-e Qabus) ist ein iranischer Schachspieler.
Maghsoodloo, der als Neunjähriger die Schachregeln erlernt hatte, zählt neben Alireza Firouzja und Amin Tabatabaei zu den größten Talenten des iranischen Schachs. Bereits 2015 nahm er am Weltpokal in Baku teil, wo er gegen Wesley So in der ersten Runde ausschied. Maghsoodloo hatte sich zuvor über die Asien-Kontinentalmeisterschaft 2015 in Al-Ain qualifiziert, wo er Platz sechs erreichte.
2016 nahm er für die iranische Nationalmannschaft an der Schacholympiade in Baku teil. Im Jahr 2016 wurde ihm der Großmeistertitel verliehen. Die Normen dafür erfüllte er in Al-Ain 2015 sowie Rascht 2016, Bandar-e Anzali 2016 und bei der Schacholympiade in Baku.
Maghsoodloo wurde 2016 nach Firouzja Zweiter bei der iranischen Meisterschaft und gewann den Landesmeistertitel anschließend 2017 und 2018 (jeweils vor Firouzja und Tabatabaei).
Im Jahr 2018 gelang Maghsoodloo ein erheblicher Leistungssprung: Er gewann die Open von Mumbai, Amol, Chomein und Schardscha sowie das Margarjan-Memorial in Jerewan. Im September wurde er Juniorenweltmeister U20 in Gebze. Im selben Jahr siegte er mit der iranischen Nationalmannschaft bei der asiatischen Mannschaftsmeisterschaft in Hamedan, wobei er zusätzlich die Goldmedaille für das beste Ergebnis am ersten Brett errang (+3 =4 −0). Ebenso führte er die iranische Nationalmannschaft am ersten Brett bei der Schacholympiade 2018 in Batumi (+5 =3 −2) sowie bei der Mannschaftsweltmeisterschaft 2019 in Astana (+2 =4 −3) an. Im Juli 2019 gewann Maghsoodloo das traditionelle León Masters. Er siegte im Finale des Schnellschachwettbewerbs mit 3-1 gegen Wassyl Iwantschuk.
In der chinesischen Mannschaftsmeisterschaft spielte er 2018 für Hebei.
Maghsoodloo wird, ebenso wie die gesamte iranische Nationalmannschaft, vom bosnisch-niederländischen Großmeister Ivan Sokolov trainiert.